# Kłodzko
Kłodzko (in tedesco Glatz; in ceco: Kladsko) è una città della Polonia sudoccidentale (voivodato della Bassa Slesia): sorge a sud di Breslavia, sulla Nysa Kłodzka. Si estende su una superficie di 25 km² e nel 2004 contava 28.540 abitanti (1.141,6 per km²).

## Storia
Kłodzko è una delle città più antiche della Bassa Slesia. Il canonico ceco Kosmas la menziona per la prima volta nella sua cronaca nel 981. All'inizio del XII secolo, la Polonia e la Boemia si disputavano il possesso della città. Nel 1114, il duca Soběslav I di Boemia incendiò la città. Il castello fu ricostruito su una rocca a strapiombo. Dopo il trattato di pace siglato nel 1137, Boleslao III di Polonia rinunciò alle sue rivendicazioni su Kłodzko.
Verso il 1250, Kłodzko ricevette i privilegi urbani noti come diritto di Magdeburgo. Nel 1278 passò nelle mani dei Piast ed Enrico IV di Slesia la incorporò al ducato di Breslavia. Verso il 1290 fu venduta al ducato di Świdnica. Nel 1301 fu acquistata dal duca di Ziębice. Finalmente, la Boemia riacquistò la città nel 1334. Questo evento segnò l'inizio di un periodo fiorente per la città. Nel 1341 fu costruito un municipio. L'anno seguente fu inaugurata una fornace di mattoni. Nel 1366 la città si dotò di un corpo di vigili del fuoco. La città traeva profitto dalla sua posizione sulla rotta commerciale che attraversava i Sudeti. I monaci agostiniani furono invitati a stabilirsi in città. Nel 1376 la maggior parte delle vie erano lastricate. Nel 1390 fu costruito un ponte di pietra. Il monastero agostiniano divenne uno dei centri culturali più importanti della regione. Nel 1399 uno dei testi più antichi della letteratura polacca lo Psałterz Floriański fu redatto a Kłodzko.
La città si sviluppò rapidamente fino all'inizio delle guerre ussite del XV secolo. Epidemie e alluvioni si susseguirono, un incendio distrusse parte della città.
Nel 1526 Kłodzko divenne un feudo della dinastia degli Asburgo. In breve tempo, la città riprese a crescere. Nel 1540 fu costruita una rete di fognature. Nel 1549 le lastricatura di tutte le vie fu completata e fu rinnovato il municipio. La maggior parte delle case attorno alla piazza della città furono ricostruite in stile rinascimentale. Secondo un censimento del 1617 la città contava circa 1 300 case e 7 000 abitanti. Durante la Guerra dei trent'anni, la fortezza subì numerosi assedi. Resistette ogni volta, ma la città fu devastata. 900 delle 1 300 case furono distrutte e Kłodzko perse più della metà della sua popolazione. Dopo la guerra, le autorità austriache trasformarono Kłodzko in una piccola città fortificata con una fortezza sempre più imponente.
Durante la Guerra di successione austriaca, la città cambiò di mano a più riprese. Infine fu conquistata dai prussiani nel 1743 e annessa nel 1763. La costruzione della fortezza proseguì, mentre gli abitanti, in maggioranza cattolici, furono perseguitati dalle autorità protestanti. Durante questo periodo la città dovette farsi carico dei costi di ampliamento della fortezza. Nel 1807, dopo un lungo assedio, la fortezza fu conquistata dai francesi. Dopo la caduta di Napoleone, Kłodzko tornò alla Prussia.
Non fu che nel 1877 che la città riprese a crescere. Le vecchie fortificazioni furono demolite, furono costruiti nuovi ponti e incominciarono ad arrivare alcuni investimenti. La città fu collegata alla Germania da una ferrovia. Nel 1864 fu costruita una centrale del gas. Nel 1880 entrò in attività una centrale elettrica. Gli edifici lungo le vie principali furono ricostruiti in stile neogotico e neorinascimentale, mentre le mura e le porte furono demolite. Alla fine del XIX secolo il turismo cominciò a svilupparsi nella regione. Nel 1910 Kłodzko contava 17 121 abitanti di cui 13 629 cattolici, 3 324 protestanti e 150 ebrei. Dopo il 1936 gli ebrei furono vittime di atti di antisemitismo e in maggioranza emigrarono: nel 1939 non ne rimanevano che 25.
Durante la Seconda guerra mondiale la fortezza fu trasformata in prigione. La Gestapo ne fece un luogo di detenzione fra i più crudeli della Slesia. A Kłodzko fu stabilito un campo satellite del campo di concentramento di Gross-Rosen. La città non fu molto danneggiata dalla guerra e fu conquistata dall'Armata rossa, che non incontrò molta resistenza. I nazisti fecero saltare i ponti, ad eccezione del ponte medievale costruito nel 1390.
Dopo la resa della Germania, la città passò alla Polonia e i tedeschi furono quasi tutti espulsi e sostituiti con polacchi espulsi dai territori annessi dall'Unione sovietica. Dopo la guerra, il centro della città fu danneggiato da smottamenti e da crolli, provocati dal cedimento di gallerie e infrastrutture sotterranee abbandonate.
Oggi Kłodzko è uno dei centri culturali, commerciali e turistici più importanti della Bassa Slesia.
Comunità urbane e rurali:
| - Bierkowicz (Birgwitz) - Boguszyn (Friedrichswartha) - Droszków (Droschkau) - Gorzuchów (Möhlten) - Gołogłowy (Hollenau) - Jaszkowa Dolna (Niederhannsdorf) - Jaszkowa Górna (Oberhannsdorf) - Jaszkówka (Neuhannsdorf) - Kamieniec (Kamnitz) - Korytów (Koritau; 1937–45: Kartau) - Krosnowice (Rengersdorf) - Ławica (Labitsch; 1937–45: Neißenfels) | - Łączna (Wiesau) - Marcinów (Märzdorf) - Morzyszów (Morischau; 1937–45: Neißtal) - Młynów (Mühldorf) - Mikowice (Mügwitz) - Ołdrzychowice Kłodzkie (Ullersdorf) - Podtynie (Poditau; 1937–45: Neißgrund) - Podzamek (Neudeck) - Piszkowice (Pischkowitz; 1937–45: Schloßhübel) - Rogówek (Werdeck) - Romanowo (Raumnitz) - Roszyce (Roschwitz) | - Ruszowice (Rauschwitz) - Starków (Altbatzdorf) - Stary Wielisław (Altwilmsdorf) - Szalejów Dolny (Niederschwedeldorf) - Szalejów Górny (Oberschwedeldorf) - Ścinawica (Steinwitz) - Święcko (Schwenz) - Wojciechowice (Königshain) - Wojbórz (Gabersdorf) - Wilcza (Wiltsch) - Żelazno (Eisersdorf) |

## Monumenti
- Chiesa parrocchiale tardo-gotica - originariamente dei Cavalieri, poi dei gesuiti. Risale alla metà del XIV, fu restaurata nel 1673 in forme barocche. Barocchi anche gli interni e gli arredi.
- Collegio dei Gesuiti (1664-90, opera di Carlo Lurago)
- chiesa francescana (1628-31, restaurata nel 1711 - M. von Frankenberg) e il Monastero (1731) con affreschi nel refettorio (1744, FA Schaeffler)
- il ponte gotico Młynówce (1390) con statue tardo-barocche
- Municipio (XVI al XVIII secolo, restaurato 1890) con una torre (1653-54),
- numerose case (secoli XVI, XVII e XVIII),
- il sito della fortezza, bastione del castello (1680-1702, J. Carovana, ampliata nel XVIII secolo).

## Galleria d'immagini

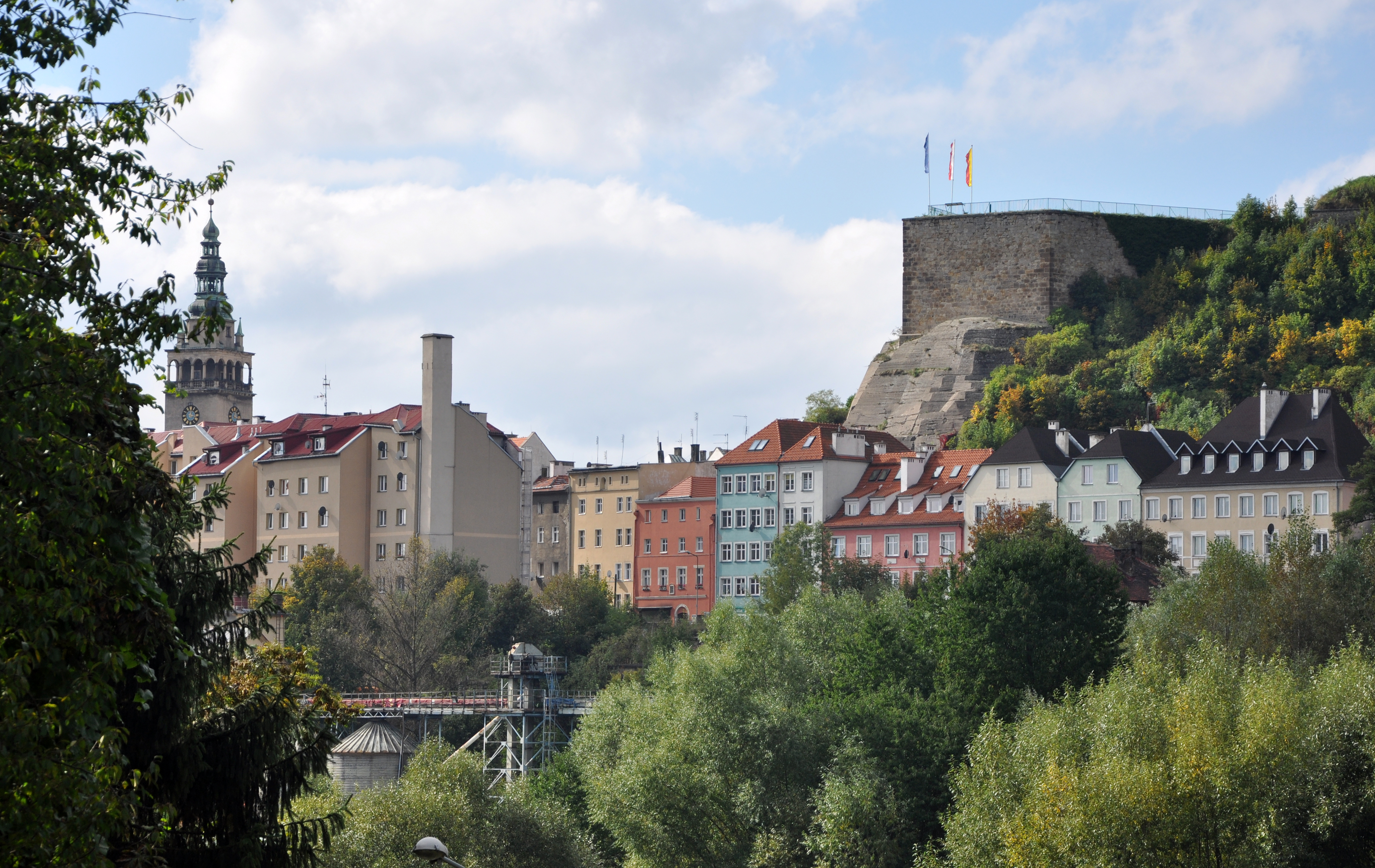
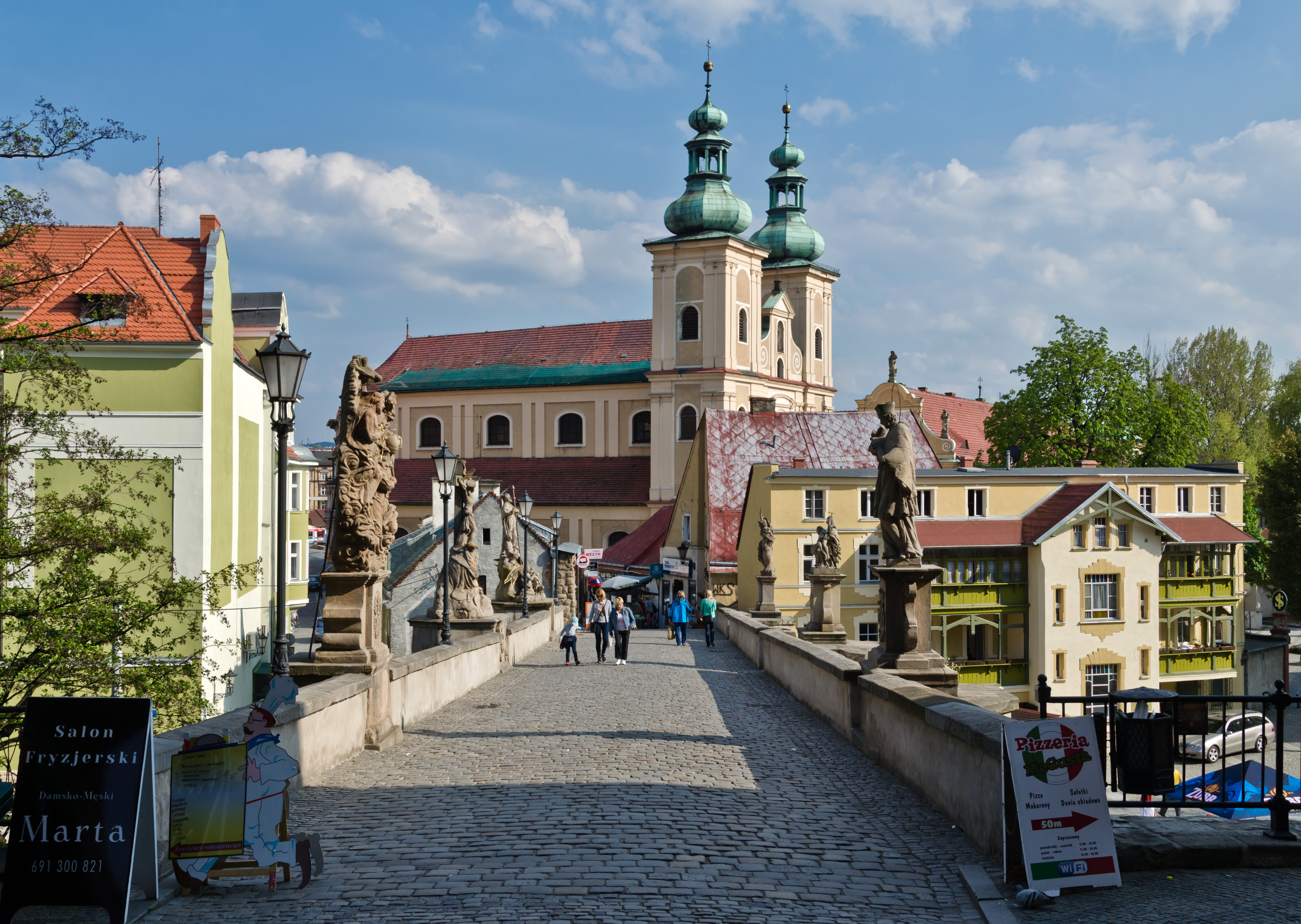
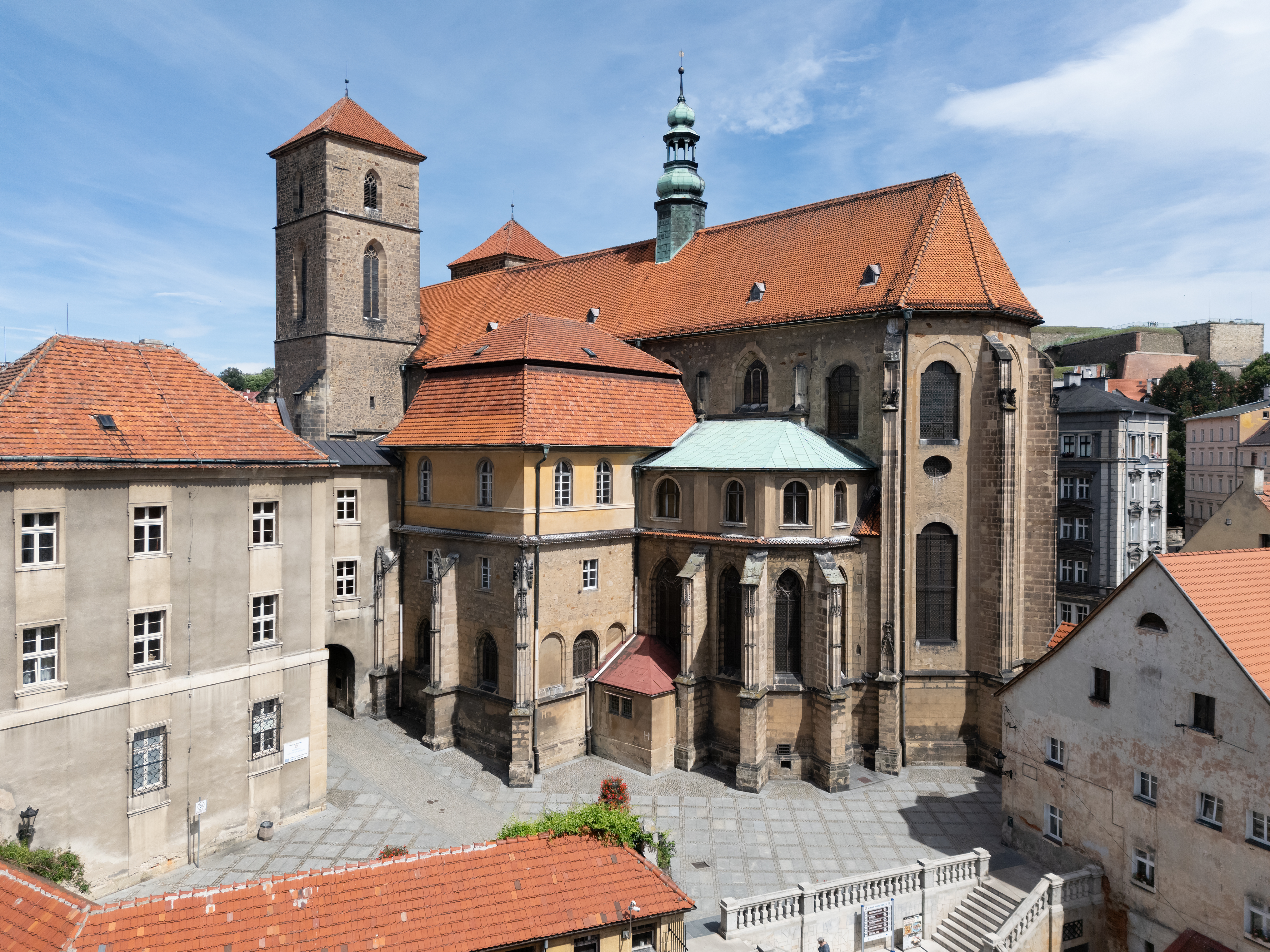
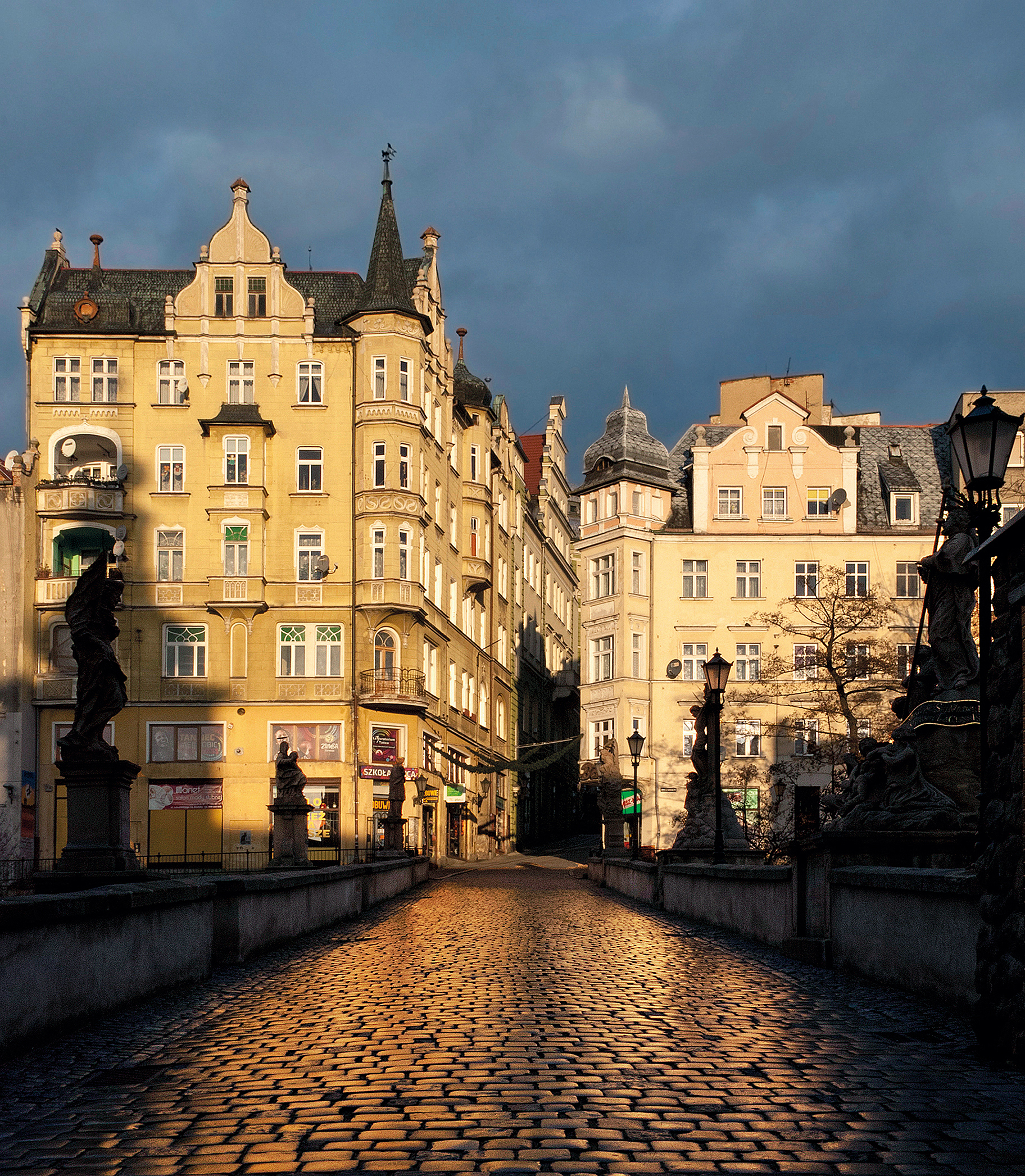
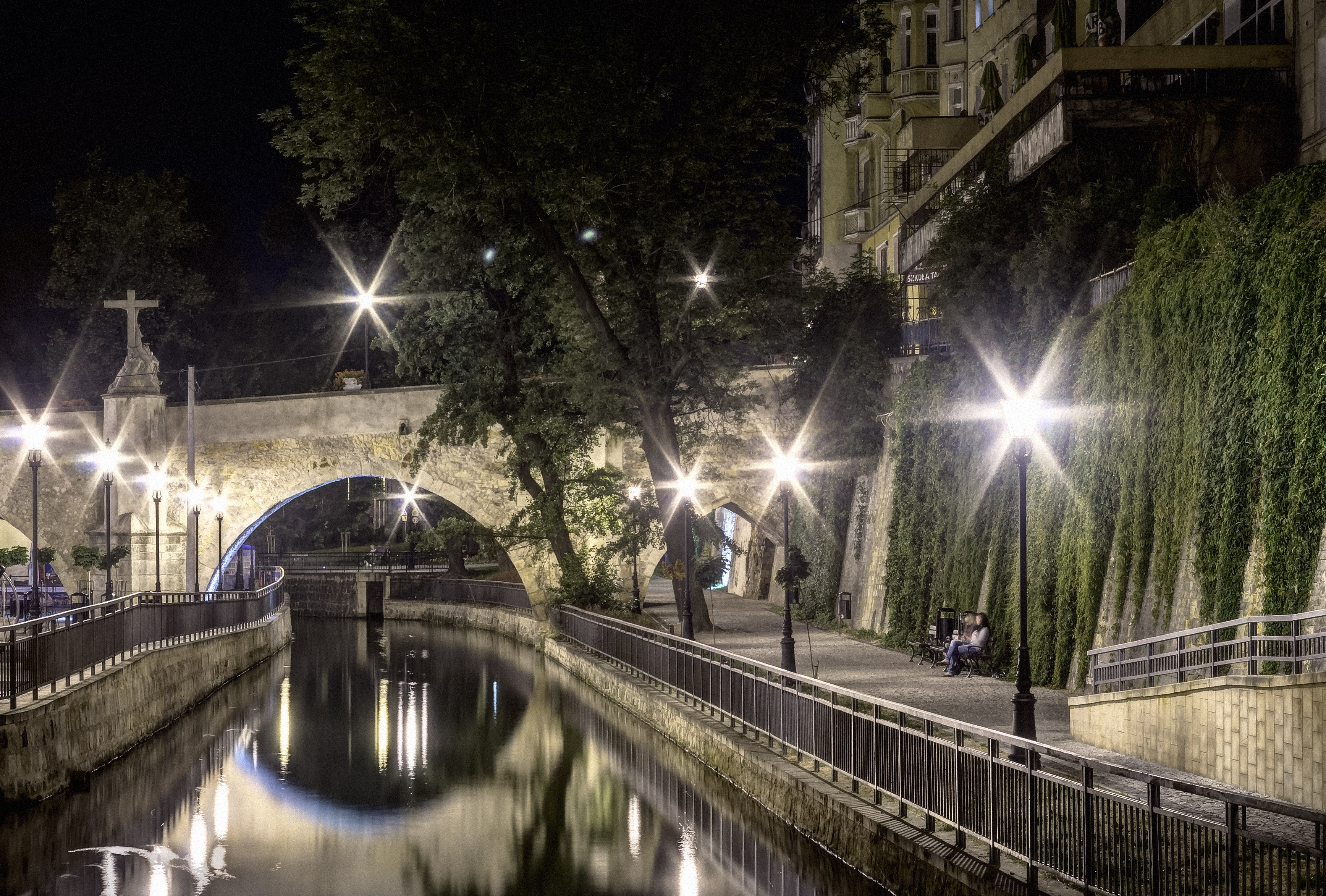